# Jarlinson Pantano
Jarlinson Pantano Gómez (ur. 19 listopada 1988 w Cali) – kolumbijski kolarz szosowy.

## Najważniejsze osiągnięcia
2008
- 7. miejsce w Tour de l’Avenir
- 2. miejsce w GP Tell

2009
- 1. miejsce na 5. etapie Coupe des Nations Ville Saguenay

2010
- 3. miejsce w Tour de l’Avenir

2011
- 1. miejsce na 9. etapie Vuelta a Colombia

2014
- 7. miejsce w Gran Premio di Lugano
- 7. miejsce w Roma Maxima

2015
- 9. miejsce w Tour Down Under
- 19. miejsce w Tour de France
- 11. miejsce w Volta Ciclista a Catalunya

2016
- 1. miejsce na 15. etapie Tour de France
- 4. miejsce w Tour de Suisse
  - 1. miejsce na 9. etapie
- 5. miejsce w Gran Premio di Lugano
- 8. miejsce w Volta ao Algarve

2017
- 1. miejsce w mistrzostwach Kolumbii (jazda ind. na czas)
- 10. miejsce w Presidential Cycling Tour of Turkey

2018
- 1. miejsce na 5. etapie Volta Ciclista a Catalunya

### Starty w Grand Tourach
| Wyścig | 2013 | 2014 | 2015 | 2016 | 2017 | 2018 |
| ------ | ---- | ---- | ---- | ---- | ---- | ---- |
| Giro   | 46.  | 32.  | -    | -    | -    | 54.  |
| Tour   | -    | -    | 19.  | 19.  | 46.  | -    |
| Vuelta | -    | -    | -    | -    | 33.  | -    |